# ハイライン
座標: 北緯40度44.9分 西経74度0.3分 / 北緯40.7483度 西経74.0050度
ハイライン（High Line）は、全長2.3kmのニューヨーク市にある線形公園である。マンハッタンに所在した、廃止されたウエストサイド線と呼ばれるニューヨーク・セントラル鉄道の支線の高架部分に建設された。1993年に完成した、類似したパリのプロジェクトである全長4.8kmのプロムナード・プランテ（並木道）に着想を得て、ハイラインは空中緑道および廃線跡公園として再設計された。
ハイラインはマンハッタンのロウアー・ウエスト・サイドへ伸びるウエストサイド線の廃止された南部区間に建設された。具体的にはミートパッキング地区のガンズヴォート・ストリート（14丁目の3ブロック南）からチェルシー地区を通り、ジャヴィッツ・コンベンション・センターの近くの34丁目にあるウェストサイド車両基地の北端に至る。かつては、ウエストサイド線はさらに南へ伸び、キャナル・ストリートのすぐ北のスプリング・ストリートにあるターミナルまで通じていた。しかし、その区間の大半は1960年に取り壊され、残っていた区間も1991年に取り壊された。
鉄道から都市公園へ転用するための工事は2006年に始まった。2009年には第1区間が、2011年には第2区間が、2014年には第3区間が公開された。このプロジェクトは近隣の不動産開発に拍車をかけ、ハロー効果によって不動産の価値を高めた。2014年11月現在、ハイラインには年間500万人近くの入場者が訪れる。

## 歴史
1847年、ニューヨーク市はマンハッタンのウエストサイドに併用軌道を敷設した。安全確保のために、馬に乗った「ウエストサイド・カウボーイズ」が列車の前で旗を振っていた。それでもなお、貨物列車によって多数の事故が起こったため、10番街は「デス・アベニュー」として知られるようになった。

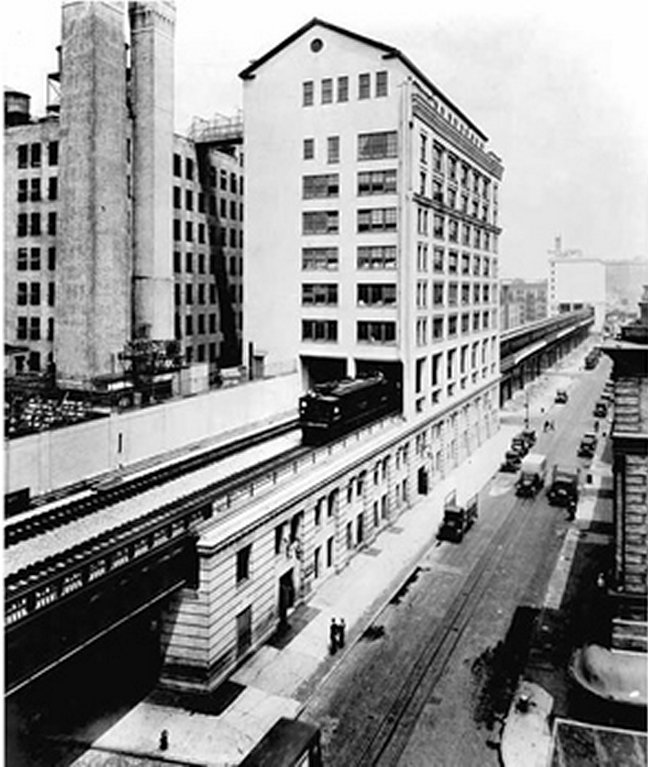
ウエスタン・エレクトリック・コンプレックスの下を通る列車。この区間は現存している。

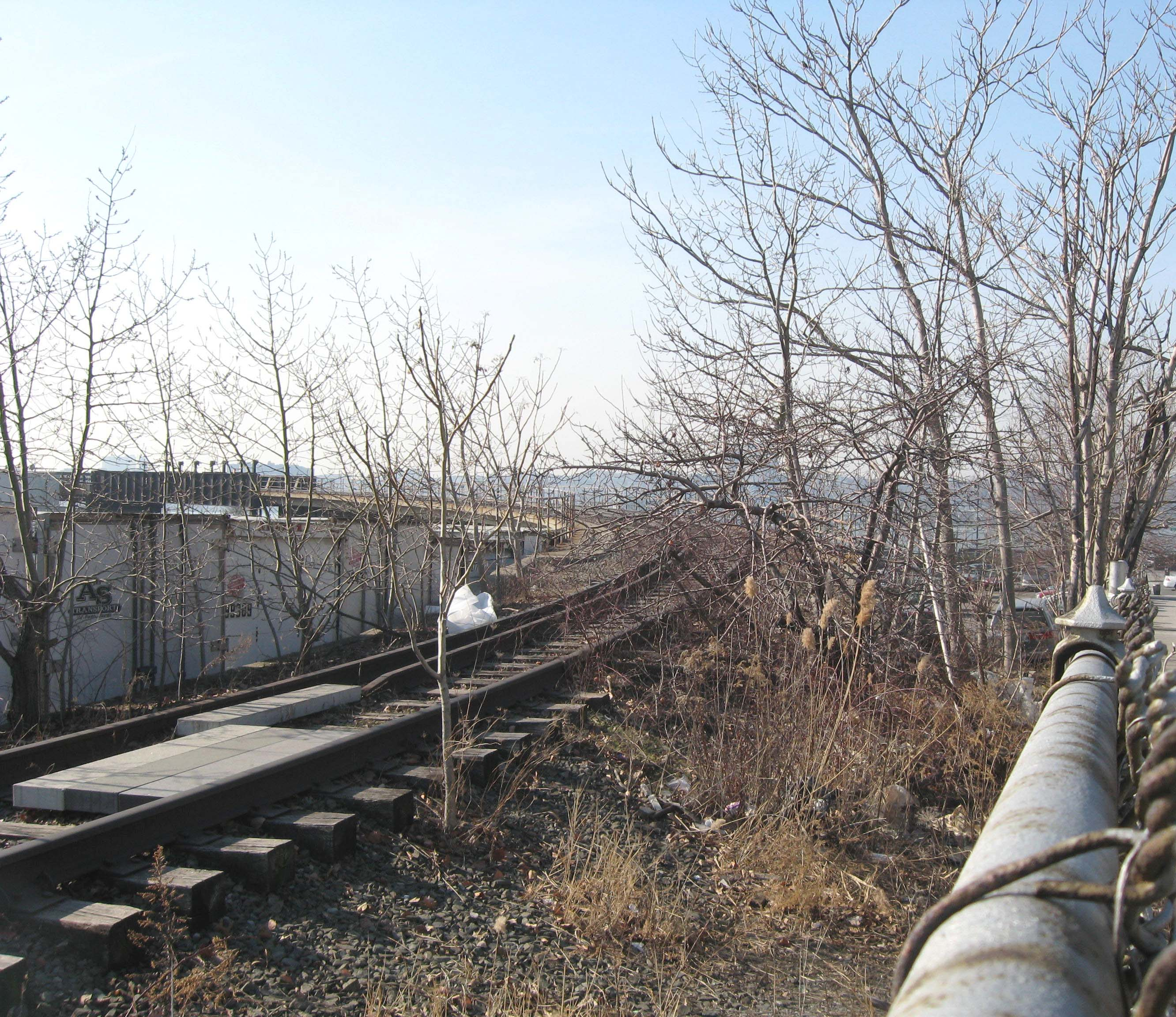
公園建設が行われていない区間。34丁目の南側に沿って上昇し、南へカーブする線路を西から見た風景。

この問題が議論された後、1929年にニューヨーク市、ニューヨーク州とニューヨーク・セントラル鉄道は、ハイライン建設を含むウエストサイド改良計画に同意した。13マイル (21 km)に及ぶ計画線は105の踏切を撤去し、リバーサイド・パークに32エーカー (130,000 m2)の敷地を追加するものだった。費用は1億5000万ドルで、これは2009年の20億ドルに相当する。
ハイラインは1934年に開業した。当初は34丁目からスプリング・ストリートにあるセントジョンズパーク・ターミナルを結んでいた。路線は高架鉄道の欠点を避けるため、道路の上ではなく街区の中央を通り抜けていた。これにより、直接工場や倉庫に接続し、建物の中に列車が入って牛乳、肉、農作物、加工前あるいは加工後の製品を、道路の交通を妨げることなく輸送することができた。また、ベル・ラボラトリーズ・ビルディング（後のウエストベス・アーティスト・コミュニティ）への貨物が盗難されることを防ぐ効果もあった。また、ナビスコの工場（後のチェルシー・マーケット）には、線路を通す空間が確保された。
列車はワシントン・ストリートにあるウエスタン・エレクトリック・コンプレックスの下も通っていた。この区間は現存しているが、公園となった区間とは接続していない。
1950年代に入ると、高速道路を使ったトラック輸送が増加し、鉄道による貨物輸送は衰退していった。1960年代にはハイラインの南端区間が廃止された。この区間はガンズヴォート・ストリートからワシントン・ストリートに沿い、クラークソン・ストリートに至る区間で、路線のおよそ半分に相当した。ハイラインで最後に列車が運行されたのは1980年で、貨物は貨車3両分の冷凍された七面鳥だった。
1980年代中ごろには、高架線下の土地所有者が路線の撤去を求めるロビー活動を行った。チェルシー地区の住民で、鉄道ファンでもある活動家のピーター・オブレッツは、法廷で解体への動きに異議を唱え、ハイラインで再び列車を運行させようと試みた。1990年代には、廃線跡のバラストの中から雑草や低木、樹木が乾燥に耐えて繁茂していることを数人の都市探検家と地域住民に知られるようになった。
1999年、非営利団体のフレンズ・オブ・ハイラインがハイラインの沿線住民であるジョシュア・デービッドとロバート・ハモンドによって設立された。彼らはハイラインの保存と、パブリック・スペースとして再利用することを主張した。ハイラインを歩行者向けの用途に再開発するための幅広いコミュニティの支援が広まり、2004年にはニューヨーク市の予算が割り当てられた。ニューヨーク市長のマイケル・ブルームバーグ、市議会議長のギルフォード・ミラーとクリスティン・クインは重要な支援者だった。2009年6月8日には、南端のガンズヴォート・ストリートから20丁目までの区間が市営公園として開設された。20丁目から30丁目までの中央部は2011年6月に公開された。30丁目から34丁目までの北端区間はCSXトランスポーテーションが保有していたが、2011年にニューヨーク市へ寄付され、2014年9月に公開された。その区間から伸びる支線部分は2017年に公開予定である。

## 再開発
公園に転用されるまでの間、ハイラインは荒廃していたが、リベット留めされた鉄骨の高架橋は基本的に健全な状態を保っていた。線路上には雑草や草花、低木、ウルシのような不ぞろいな木が生い茂っていた。ルドルフ・ジュリアーニ市長の施政下では、解体のために閉鎖されていた。

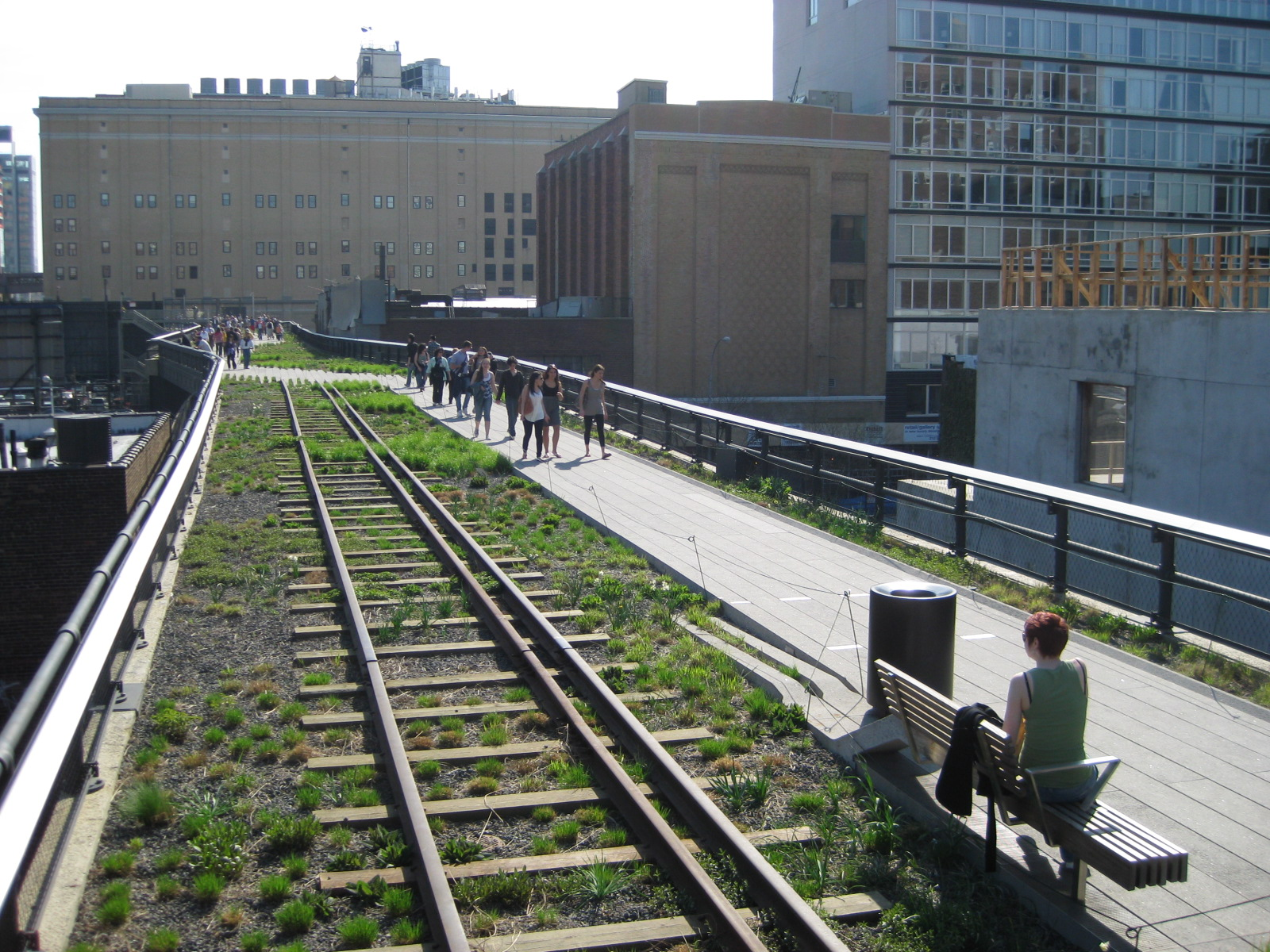
再建された20丁目の線路

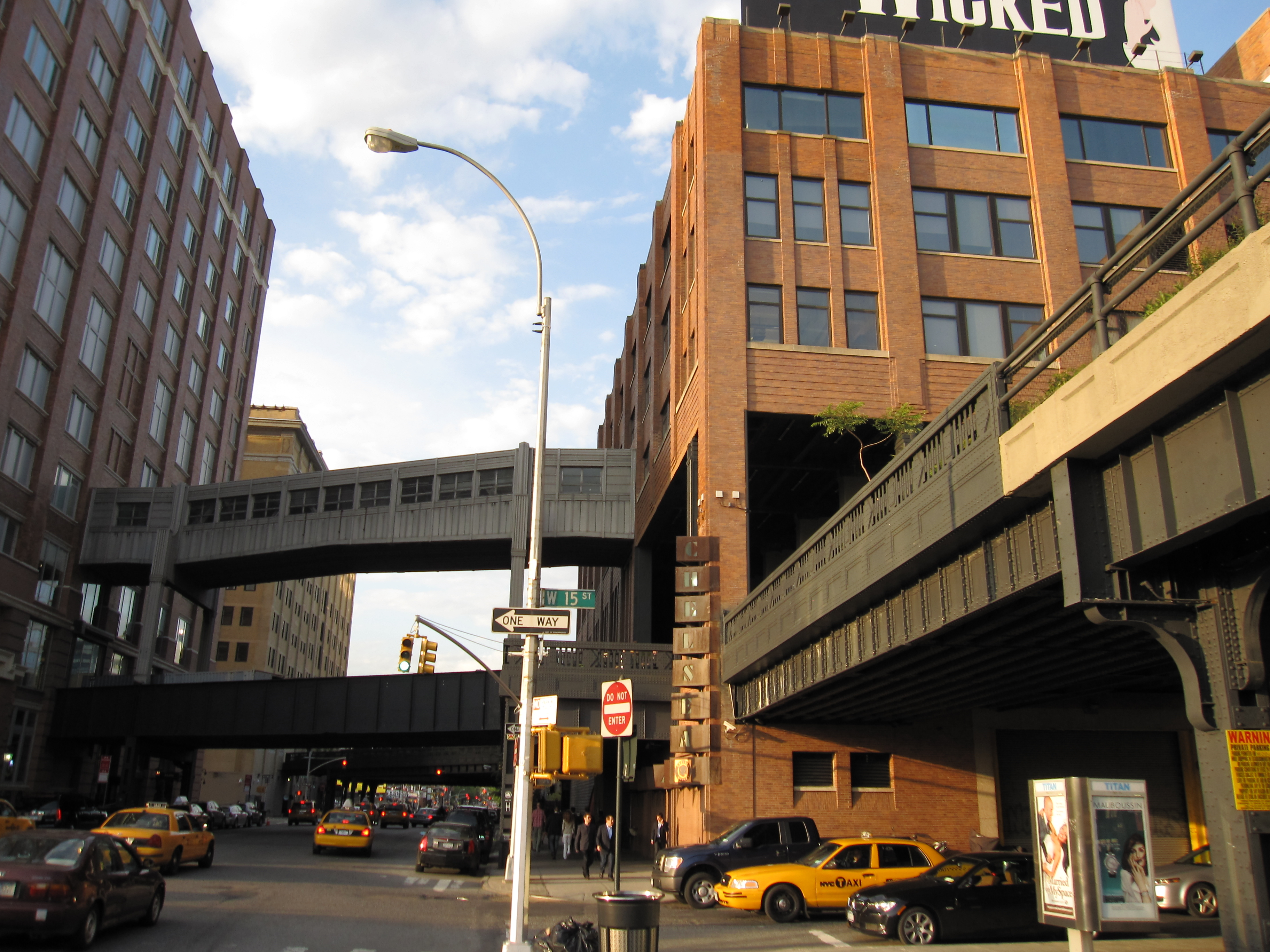
14丁目と15丁目の間でチェルシー・マーケットの2階を通り抜けるハイライン。側線と歩道橋も見える

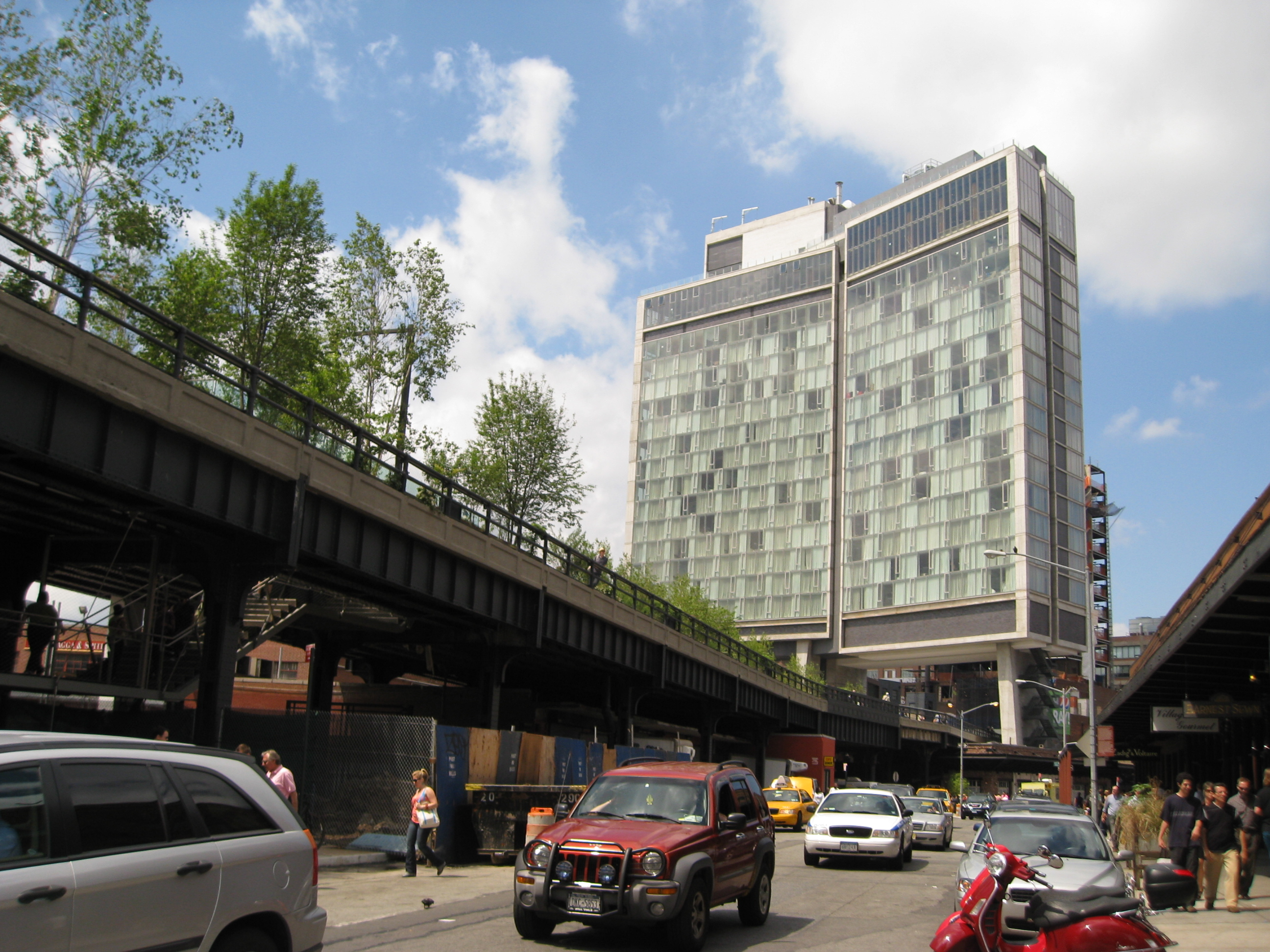
スタンダード・ホテルの下を通るハイライン

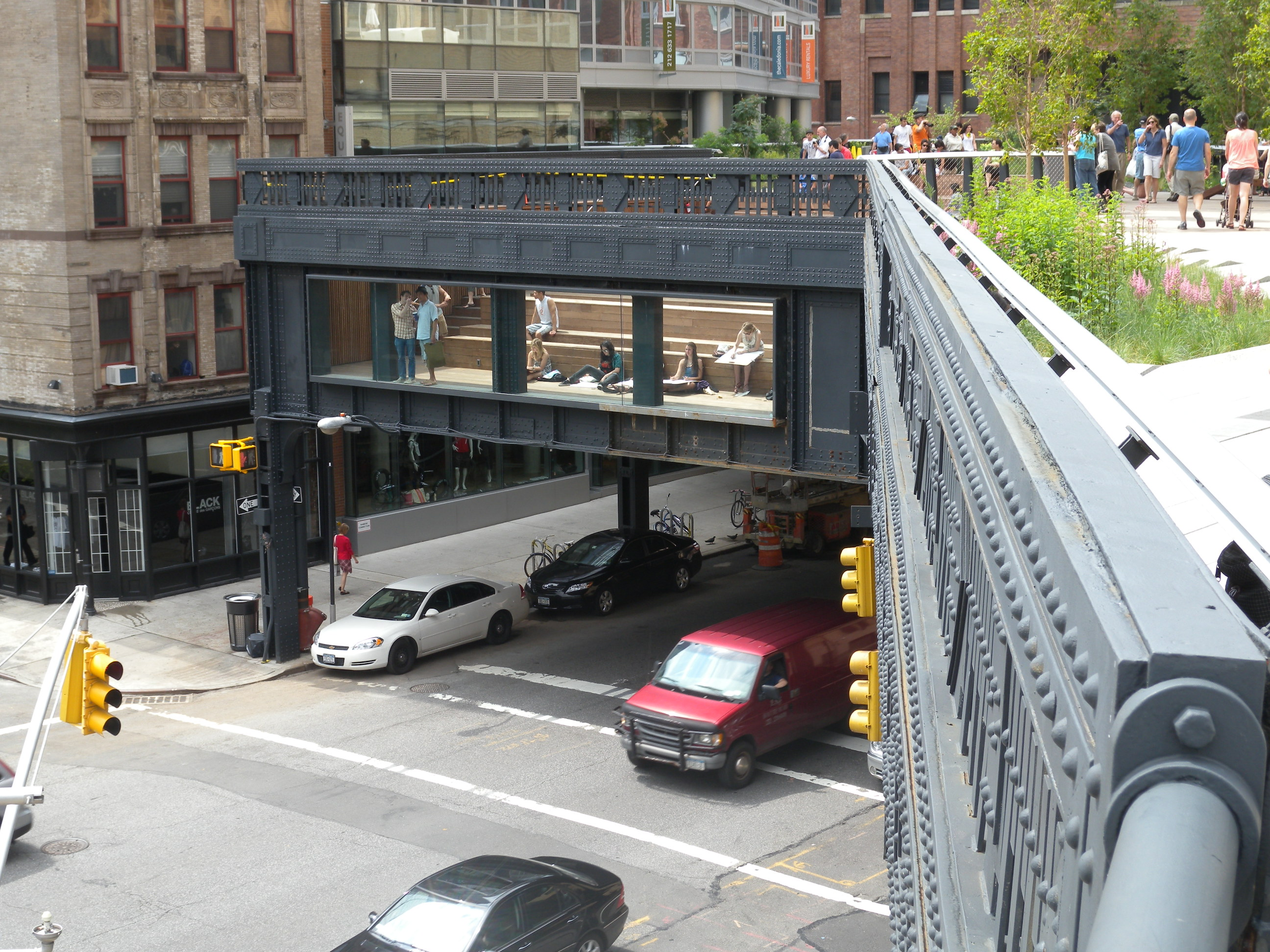
10番街と17丁目の交差点にある展望席。道路上の窓からは特異な風景が見える

1999年に地元住民のロバート・ハモンドとジョシュア・デービッドがフレンズ・オブ・ハイラインを結成した。目的はハイラインをパリのプロムナード・プランテのような高架の公園か緑道への転用を推進するためで、シカゴのミレニアム・パークにも着想を得ていた。
2004年にニューヨーク市は、計画中の公園を設立するために5000万ドルの予算を計上した。2005年6月13日、アメリカ陸上運輸委員会は、certificate of interim trail use（線路の暫定利用証明書）を交付し、市にハイラインの大部分を国の路線網から除去することを許可した。
2006年4月10日、市長のマイケル・ブルームバーグは、工事開始の記念式典を行った。公園はニューヨークを本拠地とするジェームズ・コーナー率いるランドスケープコンサルタントのフィールド・オペレーションズと建築設計事務所のディラー・スコフィディオ+レンフロによってデザインされ、植栽デザインをオランダのピエト・アウドロフ、工学デザインをビューロー・ハッポルドが担当した。
主な支援者には投資家のフィリップ・ファルコンや、デザイナーのダイアン・フォン・ファステンバーグ、彼女の夫であるバリー・ディラー、彼女の子のアレクサンダー・ファステンバーグとタチアナ・フォン・ファステンバーグがいる。ロサンゼルスにあるシャトー・マーモントのオーナーとして知られるホテル開発者のアンドレ・バラスは、ハイラインをまたぐ337室のスタンダード・ホテルを建設した。
ガンズヴォート・ストリートから20丁目までの南部区間は、2009年6月8日に公開された。この区間は、14丁目と16丁目にある5つの階段とエレベーターを含む。
公園のアトラクションには、野性に返った廃線の風景に着想を得て植栽された植物が挙げられる。さらに、しばしば現れる市街地とハドソン川の意外な景観もそのひとつである。小石打ち込み仕上げのコンクリート歩道は線路と一体化し、広くなったり狭くなったり、端から端へ移動したり、バラストに埋め込まれている植物と石畳に混ざり合って枝分かれしたりする。敷設されている線路と枕木は、ハイラインでかつて使われていたものである。線路の一部は、川の見える位置にある椅子を転がす用途で再利用されている。210種類に及ぶ植物のほとんどは不ぞろいな草地の植物で、藪を形成する草、リアトリスやヤグルマギク、まばらに生えるウルシやスモークブッシュなどであるが、アメリカ原産のものに限られているわけではない。終点のガンズヴォートでは、数種のカバノキが午後遅くに木漏れ日をもたらしている。備え付けのベンチに使われているイペ材は、生物の多様性、水資源と繊細な生態系を保護し、持続的な開発を確保するために、森林管理協議会の認証を受けた森から産出されたものを使用している。
建造物と植物が融合していることに加え、ハイラインには文化的なアトラクションもある。長期の計画として、公園では一時的にさまざまなインスタレーションや展示を行っている。最初のインスタレーションとして、クリエイティブ・タイム、フレンズ・オブ・ハイライン、ニューヨーク市公園レクリエーション局は、スペンサー・フィンチの The River That Flows Both Ways を発注した。この作品は、旧ナビスコ・ファクトリーの貨物ホームにある窓と融合し、700枚の紫と灰色の窓ガラスでできている。それぞれの色は、1分ごとにハドソン川を撮影した700枚のデジタル画像の中から、中央にあるピクセルを正確に測定したものである。作品名の由来は、川の写真を引き伸ばした描写に基づいている。クリエイティブ・タイムは、古い工場のさびて使われなくなった窓が現れるという場所に根ざしたコンセプトを実現するため、準備と設置に金属とガラスの専門家であるジャーロフ・デザインの支援を受けた。2010年の夏は、ステファン・ヴィティエロによるニューヨークの鐘の音色から作られた音のインスタレーションが取り上げられた。オルタナティブ・アート・スペースであるホワイト・コラムスのディレクターだったローレン・ロスは、ハイラインの芸術における初の責任者である。
30丁目からは高架線が西に向きを変え、再開発計画中の10 ハドソン・ヤードを回り込んで34丁目のジャヴィッツ・コンベンション・センターに至る。10 ハドソン・ヤードの入り口の１つは、ハイライン上に位置している。さらに、近辺に"High Line Plinth"と呼ばれる恒久的な期間限定のアート作品展示場所が2018年に設置予定である。
ブルームバーグ市長は、ハイライン・プロジェクトが地域活性化の先導役となっており、2009年には30以上のプロジェクトが計画または実行中であるとしている。
2010年には、公園内でアーティストが作品を売ることをハイラインの規則が許可していないことが小さな論争となった。
2011年6月7日、20丁目から30丁目までのハイライン第2区間開設を記念するテープカットが行われた。この式典にはニューヨーク市長のブルームバーグ、市議会議長のクリスティン・クイン、マンハッタン区長のスコット・スティンガー、下院議員のジェロルド・ナドラーが出席した。
公園での犯罪は非常に少なくなっている。第2区間の開設後すぐにニューヨーク・タイムズが報じたところによると、公園の開設以来暴行や強盗といった主要な犯罪は報告されていないという。パークス・エンフォースメント・パトロール（公園内で警察権を持つ職員）が歩道への犬や自転車の持ち込みといったさまざまな公園の規則違反に対して出頭命令を出しているが、その頻度はセントラル・パークより低い。周囲のビルからハイラインが良く見えることが、そのことに貢献していると公園は主張している。このデザインの特徴は都市計画の専門家ジェイン・ジェイコブズの著作に着想を得たものである。フレンズ・オブ・ハイラインのジョシュア・デービッドは「誰もいない公園は危険だ。繁盛している公園にはその心配がない。ハイラインで独りぼっちになることはほとんどない。」と新聞に語った。
ハイラインの整備に伴い、ハイライン沿いの不動産価格は上昇傾向にある。2ブロック東の地区に比べて、平均して約2倍に不動産価格が高騰しているケースもある。

## 美術館用地
ディア芸術財団は、ガンズヴォート・ストリートの終点に美術館を建設する構想を持っていたが、提案を撤回した。ホイットニー美術館は、アップタウンのマルセル・ブロイヤーがデザインした既存施設の増築計画を変更し、レンゾ・ピアノがデザインする新館を建設し、2015年5月1日に開業した。

## 大衆文化
- Walking the High Line では、写真家のジョエル・スタンフィールドが2000年から2001年にかけて、ハイラインの荒廃と自然の植物を記録した。この書籍にはアダム・ゴプニックとジョン・スティルゴーのエッセイも含まれている[39]。
- ハイラインはアラン・ワイズマンの『人類が消えた世界』で、廃墟の中にある自然を再現している例として議論されている。
- 2007年の映画『アイ・アム・レジェンド』では、いくつかの追跡シーンがミートパッキング地区にあるハイラインの下で撮影された。
- ハイラインは Louie の第2シーズンで、主人公のデート場所のひとつとして登場する。

ハイライン
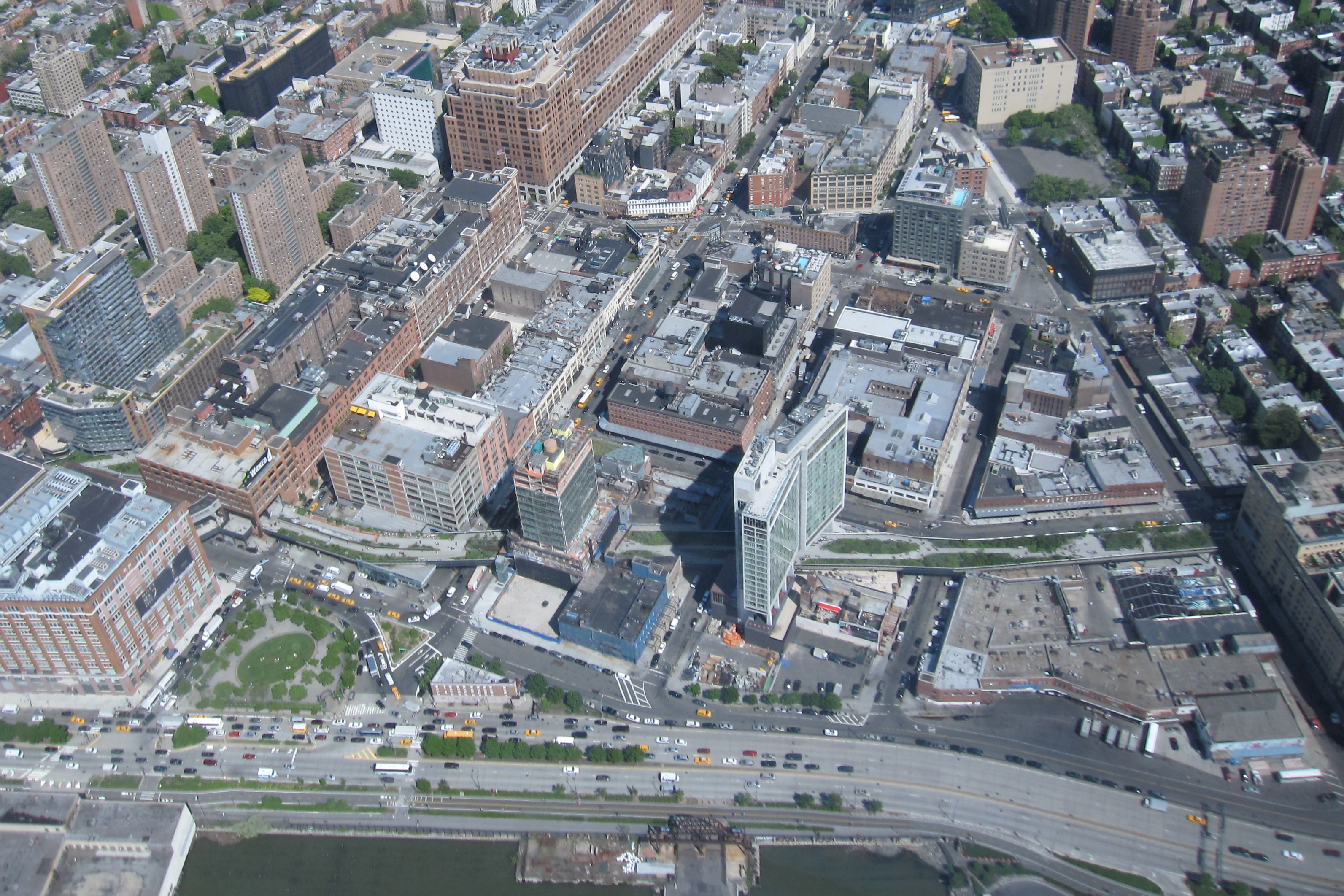
ミートパッキング地区にあるハイライン南端部の鳥瞰写真（2010年）
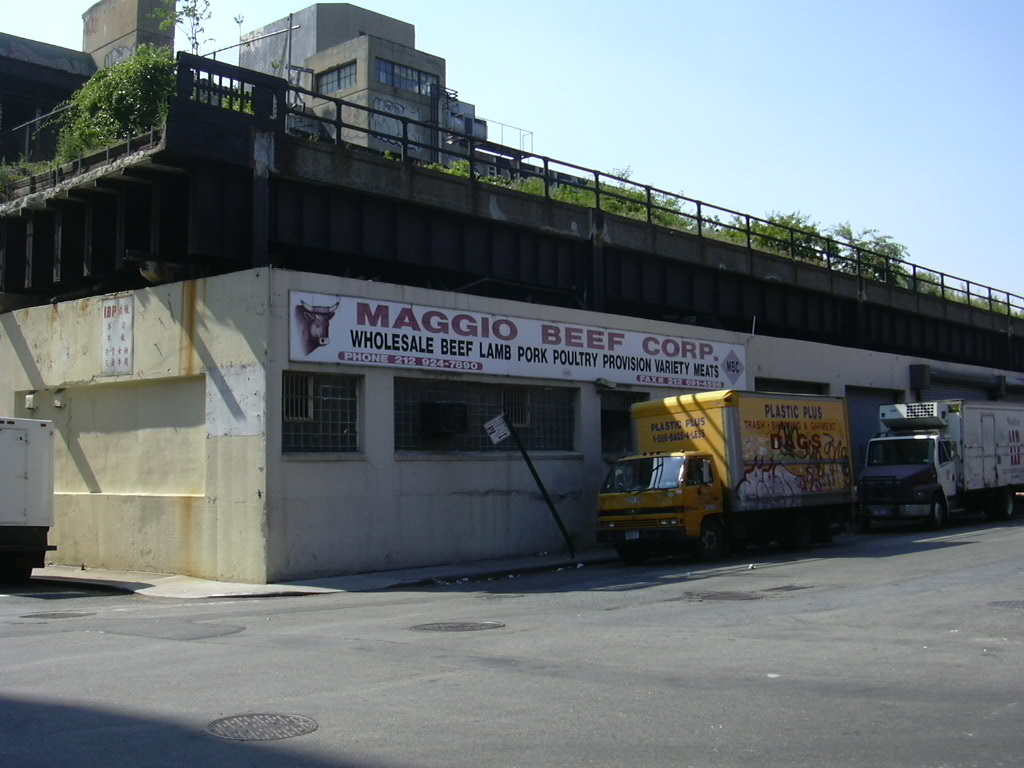
ワシントン・ストリートとガンズヴォート・ストリートの交差点にある食肉加工業者と、その上にあるハイラインの南端。再開発前の写真（2005年）
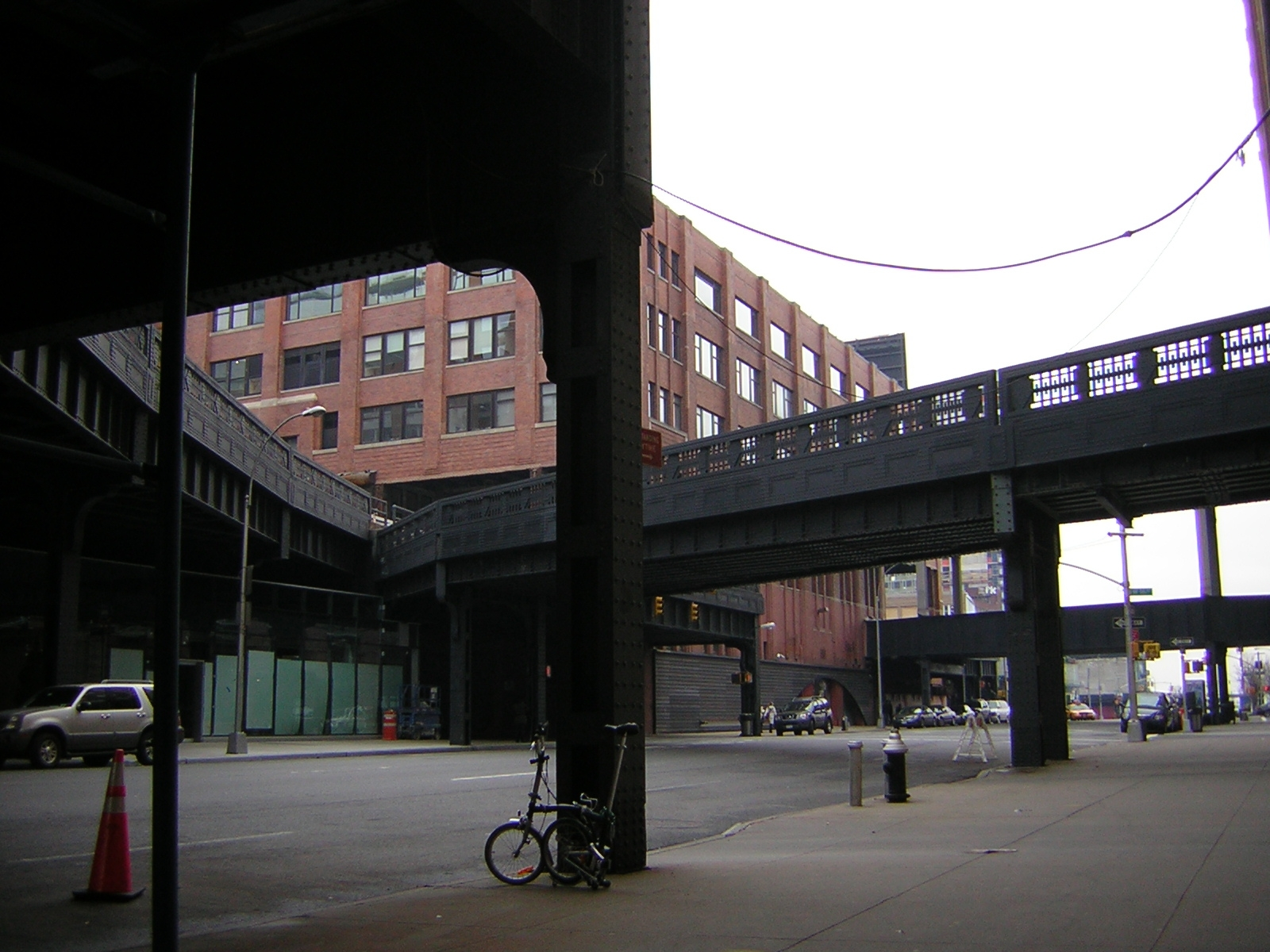
チェルシー・マーケット近くの本線（頭上）と2本の側線
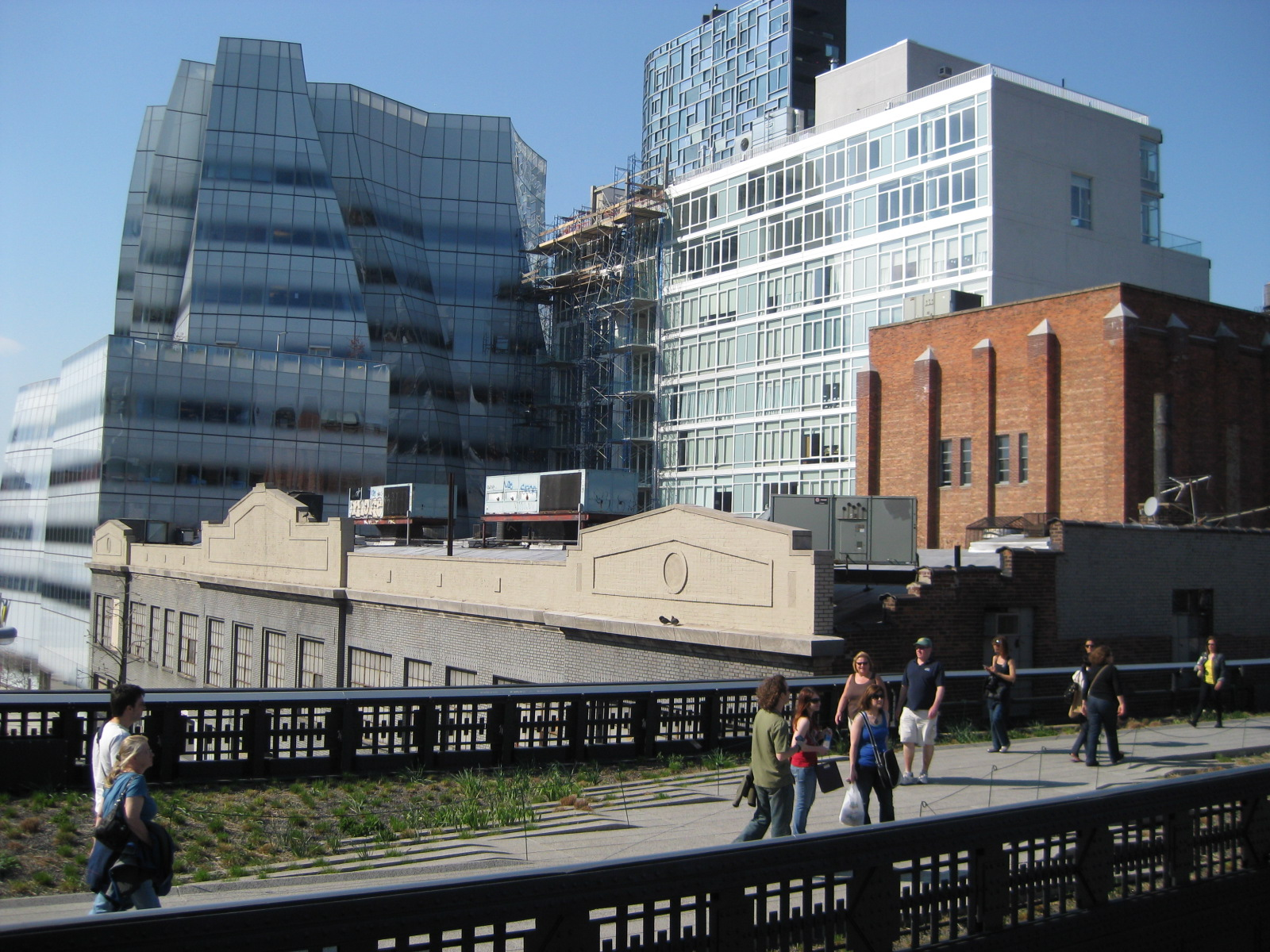
ハイライン沿いにあるIACビルディング。フランク・ゲーリーが設計した（左上）

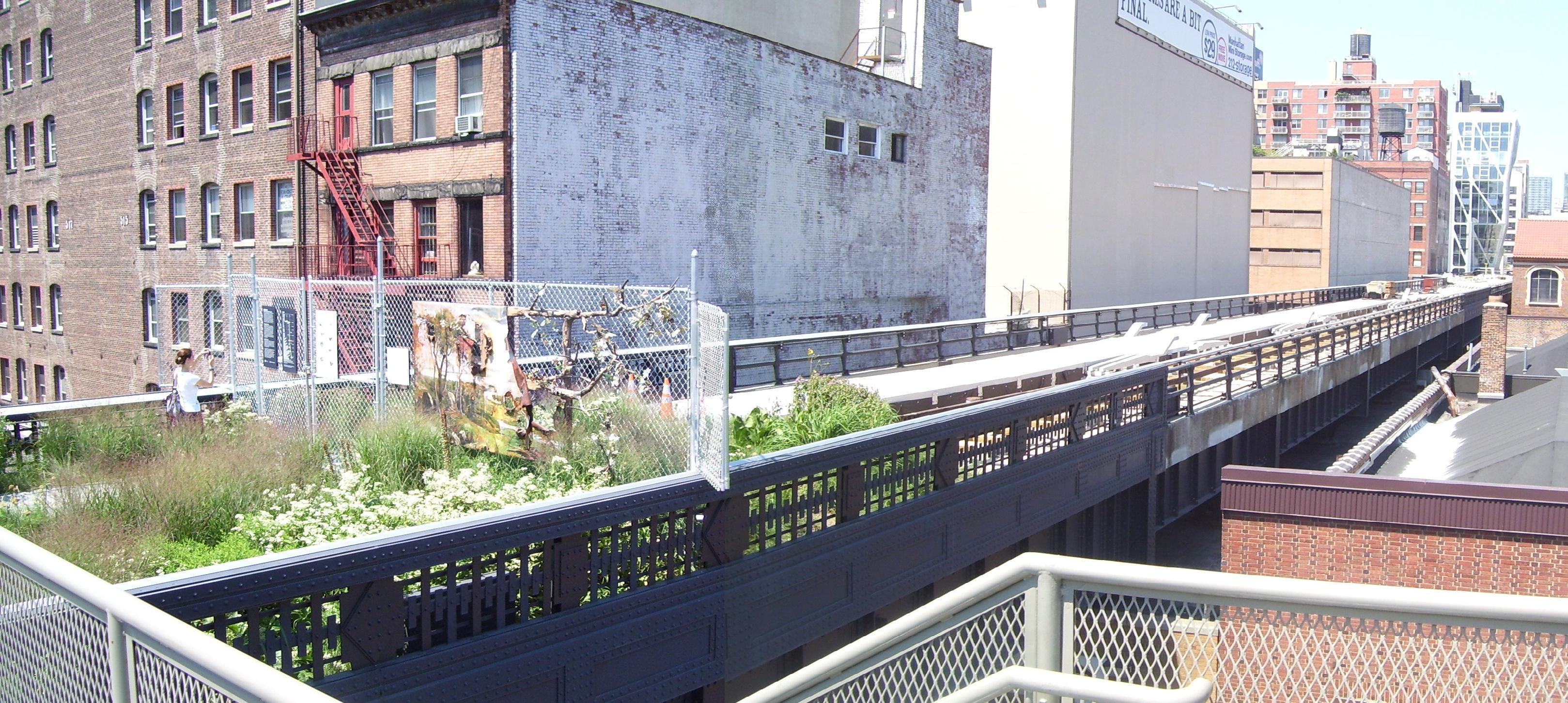
2010年の夏、20丁目から第2区間をアップタウン方面に向かって見た風景。この区間は翌年に開設された